# Max Naujocks

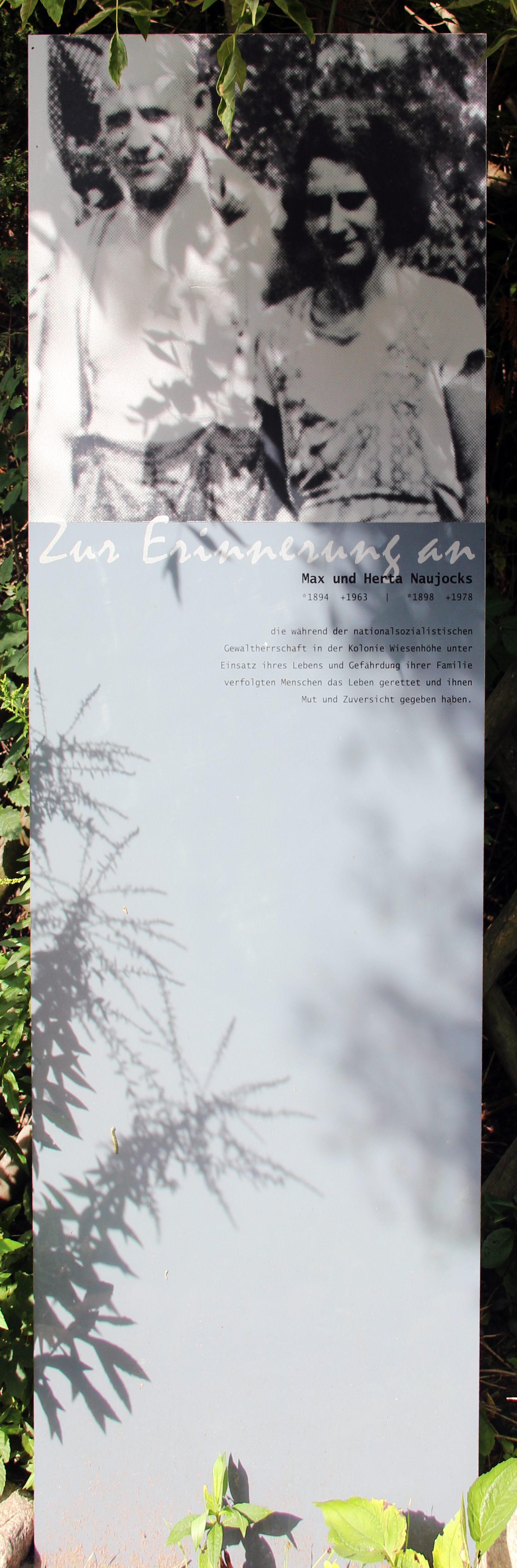
Gedenktafel, Wartenberger Weg 21, in Berlin-Malchow

Max George Naujocks (* 5. Januar 1894 in Charlottenburg; † 24. Mai 1963 in Berlin-Buch) versteckte in der Zeit des Nationalsozialismus verfolgte Juden in Berlin und rettete ihnen so das Leben.
Für seinen Mut wurde er im Jahre 2013 posthum von der israelischen Holocaust-Gedenkstätte Yad Vashem als Gerechter unter den Völkern geehrt.
Naujocks, der Böttcher war, und seine Frau Herta geb. Scharlack, die jüdischer Herkunft war, aber zum Christentum konvertierte, versteckten in ihrem Haus im Berliner Stadtteil Malchow die jüdische Familie Weiß. Moritz Weiß wurde von den Nazis entdeckt und ermordet. Seine Frau Regina und seine Tochter Ellen konnten jedoch dank Naujocks Hilfe überleben.
2011 wurde für Herta und Max Naujocks eine Gedenktafel im Wartenberger Weg in Malchow eingeweiht.